# فادي شحادة
فادي شحادة (بالإنجليزية: Fadi Chehadé)‏، (1962) مبرمج ورجل أعمال أمريكي من أصل عربي (مصري-لبناني)، عمل في منصب المدير تنفيذي لآيكان ,وهي مؤسسة غير ربحية مختصة بتوزيع وإدارة عناوين نطاق (إنترنت) وأسماء المجال، وهو مؤسس أيضاً لروزتانت.

## الحياة الشخصية
وُلد شحادة في بيروت، لبنان سنة (1962) ، في عام 1985 لعائلة مصرية، حصل على بكالوريوس علوم الحاسوب من معهد الپوليتكنيك في جامعة نيويورك. في السنة التالية حصل على الماجستير في الإدارة الهندسية من جامعة ستانفورد. حصل على الجنسية الأمريكية عام 1986.
عمل شحادة مهندس نظم في معامل بل قبل تأسيس نـِت لمنتجات المعلومات (أكا كونتكتيكا) عام 1987، شركة لتأسيس وتطوير إدارة المحتوى باستخدام الإنترنت. استحوذت على الشركة إنجرام مايكرو وأصبح شحادة نائب الرئيس لخدمات معلومات العملاء.
عام 1997، أسس شحادة منظة غير ربحية لتنسيق وتطوير المعايير اتصالات أعمال لأعمال (B2B). نجح في عقد صفقات مع مايكروسوفت، آي بي إم،هوليت-باكارد، سي إيه پي، نوكيا وأوراكل، لدعم البرنامج ثم قام بتأسيس روزتانت، ليصبح أول رئيس مجلس إدارة لها.
في 1999، أسست شحادة شركة ڤياكور، موفر خدمات أعمال لأعمال، التي استحوذت عليها آي بي إم في 2006. في ذلك الوقت أصبح شحادة نائب رئيس آي بي إم لتطوير الأعمال العالمية ومدير عام لخدمات التكنولوجيا العالمية في منطقة الشرق الأوسط/ شمال أفريقيا. بعدها تولى شحادة منصب الرئيس التنفيذي لكوراوبجكتس للبرمجيات، ومطور برمجيات إدارة المنتجات الجديدة للأعمال.
في 2010، استحوذت سيمفوني للخدمات على كوراوبجكتس.
في العامين التاليين، كان شحادة الرئيس التنفيذي لشركة ڤوكادو، وموفر برمجيات الخدمات الإدارية والطلابية للمؤسسات التعليمية.
في يونيو 2012، أصبح الرئيس التنفيذي لآيكان.